# Шуйский (посёлок)
Шу́йский — посёлок в Новосильском районе Орловской области. Входит в Прудовское сельское поселение.

## География
Расположен на относительно ровном возвышенном месте. Состоит из двух небольших поселений, разделённых лесом (в народе называют Санский лес) с оврагом, на дне которого бьют многочисленные роднички. Ближайшие населённые пункты: посёлок Новогоренский — 1 км и село Воротынцево — 1,5 км. В окрестностях находятся многочисленные селища с характерными археологическими признаками. Это обусловлено расположением посёлка недалеко в одном километре от Воротынцевского древнего городища.

## История
Первоначально на месте сегодняшнего посёлка было одно из поселений Новосильских казаков с названием «деревня Сходцев Казаков», что означало «русские переселенцы», которые сходились из разных частей страны. Современный посёлок образовался уже в послереволюционное Советское время. Основными переселенцами были жители деревни Мужиково. Название закрепилось от фамилии помещицы Е. М. Шуйской (в девичестве Хилкова) — поздней владелицы, которая также владела бо́льшей частью деревни Мужиково, из которой были переселенцы. 

## Население
| 2010 |
| ---- |
| 1    |